# Le Monde sans fin
Le Monde sans fin est un album de bande dessinée français de Christophe Blain et Jean-Marc Jancovici paru en octobre 2021 chez Dargaud. Succès de librairie, c'est l'ouvrage le plus vendu en France en 2022.

## Synopsis
L'album illustre la rencontre et le long dialogue entre ses deux auteurs – Jean-Marc Jancovici jouant le rôle du guide, Christophe Blain du candide – sur les sujets de l'énergie : usage à travers l'Histoire, essor des énergies fossiles, et de l'impact de l'humanité sur son environnement et en particulier sur le climat. 
Les nombreuses explications sur ces sujets sont accompagnées de métaphores diverses (Iron Man, Mère Nature, etc.) pour en éclairer la lecture.

## Réception critique
Pour le journal Le Monde, « Avec rigueur et humour, l’urgence climatique y est détaillée, ses origines et les moyens d’y répondre, résumant les thèses que défend l’auteur depuis vingt ans ». La Croix fait état d'un « cours dense et magistral, dans tous les sens du terme », même si par la suite le même journal publie une tribune d'un consultant en énergies renouvelables qui considère que  « la bande dessinée à succès de Jean-Marc Jancovici, Le Monde sans fin, contient des erreurs importantes et un biais pronucléaire évident ».
En décembre 2022, certaines librairies se sont fait démarcher par de faux représentants de la maison d'édition Dargaud, pour insérer un « erratum antinucléaire » dans les ouvrages disponibles à la vente ; l'éditeur a porté plainte.
De nombreuses inexactitudes sont recensées par Alternatives économiques, par la revue de l'association des anciens élèves et diplômés de l'École polytechnique ainsi que par des consultants en énergie. La rubrique CheckNews de Libération relativise ces critiques : personne ne contredit ses constats sur la crise climatique actuelle et la sobriété énergétique qui nous attend, ce sont les moyens d'amortir les effets de cette crise qui font débat, notamment le rôle que pourront jouer les énergies renouvelables et le nucléaire, mais ce n'est pas réellement le sujet de l'ouvrage.

## Ventes
En mars 2022, l'album s'est vendu à plus de 250 000 exemplaires. En décembre 2022, le chiffre atteint 500 000 exemplaires, dont 12 000 dans la semaine précédant les fêtes de Noël. Le livre se maintient ainsi dans le classement des meilleures ventes en France depuis 48 semaines et devient le livre le plus vendu de l'année 2022 en France. Plus de 800 000 exemplaires ont été vendus en France, d'après Jean-Marc Jancovici, sur son compte Linkedin, le 3 août 2023. En 2024, le million d'exemplaires vendus est atteint.